# Bataille de l'Afsluitdijk
Seconde Guerre mondiale
Batailles
Bataille des Pays-Bas
- Plan jaune
- Bataille de Maastricht
- Bataille de La Haye
- Bataille de Grebbeberg
- Bataille de l'Afsluitdijk
- Bombardement de Rotterdam

Bataille de France et Campagne des 18 jours
Front d’Europe de l’ouest
La bataille de l'Afsluitdijk (en néerlandais : Slag om de Afsluitdijk) est une tentative infructueuse de l'armée allemande de prendre le contrôle de l'Afsluitdijk lors de l'invasion des Pays-Bas, en mai 1940, au début de la Seconde Guerre mondiale. Si les Allemands avaient pris la digue, ils auraient pu envahir la Hollande-Septentrionale à partir du nord. Les troupes néerlandaises sont dirigées par le capitaine Christiaan Boers et les Allemands par le général major Kurt Feldt.

## Fortifications et préparations
L'Allemagne envahit les Pays-Bas dans le cadre du plan Jaune le 10 mai 1940. La Wehrmacht perce rapidement les deux minces lignes de défense, la ligne O et la ligne Q, que les Forces armées néerlandaises avaient établies pour défendre les provinces du nord du pays.
La 1. Kavalleriedivision, transformée plus tard en 24e Panzerdivision, se prépare à lancer un assaut frontal contre les positions néerlandaises de l'Afsluitdijk — côté frison — le 12 mai, comprenant deux lignes de casemates. La défense néerlandaise consiste en 230 hommes répartis dans 17 casemates, équipées de mitrailleuses Schwarzlose MG M.07/12 et d'un canon naval de 50 mm.

## Déroulement de la bataille
Plus tôt en mai 1940, deux sections d'infanterie de 70 hommes au total sont envoyées sur la digue afin d'empêcher les débarquements allemands derrière le fort. Sept avions de chasse de la Luftwaffe sont envoyés afin d'intercepter les soldats néerlandais. Un soldat est tué ainsi que deux civils et dix autres civils sont blessés. Les Néerlandais se redéploient ensuite sur les lignes de défense.
Jusqu'au 12 mai, une certaine accalmie règne. Trois soldats allemands sont envoyés en reconnaissance afin de vérifier si les fortifications néerlandaises sont abandonnées ; ils sont accueillis par des tirs de mitrailleuses. Deux d'entre eux sont tués tandis que le troisième parvient à s'échapper. L'armée allemande décide alors de lancer un assaut afin de capturer l'Afsluitdijk, qui devait consister en une série de raids aériens de la Luftwaffe puis des bombardements par les obusiers avant un assaut terrestre mené par cinq cents hommes.
Toutefois, les Néerlandais disposent de trois canons de 20 mm Oerlikon et quatre mitrailleuses anti-aériennes, ce qu'ignorent les Allemands. Ces pièces abattront au moins quatre avions de la Luftwaffe. Soixante deux bombes parviennent cependant à toucher les fortifications. Les obusiers font ensuite feu sur les positions néerlandaises. Les Allemands lancent une attaque contre la digue, Boers donne l'ordre d'attendre que les assaillants soient à moins de 800 mètres[Combien ?] des lignes avant d'ouvrir le feu. En 1 heure et 20 minutes, les mitrailleuses néerlandaises contraignent les Allemands à abandonner le combat et à se replier.
Le 14 mai, dans la matinée, l'artillerie allemande ouvre le feu à nouveau contre les fortifications néerlandaises. Le HNLMS Johan Maurits van Nassau de 1 500 tonnes de la Marine royale néerlandaise riposte avec ses trois canons de 150 mm depuis la mer des Wadden, à environ 18 km de sa position, faisant taire les obusiers allemands de 88 mm. Le général major Kurt Feldt ignore en effet la présence de l'artillerie néerlandaise dans la région et encore moins d'un gros calibre.

## Conséquences
Les fortifications sont restées aux mains des Néerlandais jusqu'à la reddition du 15 mai. Les Allemands indiquent que deux de leurs hommes sont tués le 12 mai et trois le jour suivant. Vingt-cinq autres soldats allemands sont blessés. Les Néerlandais subissent un tué au cours de la première attaque de la Luftwaffe et deux blessés lors du bombardement, lorsque deux soldats postés sur les canons antiaériens sont touchés.